# 5881 Akashi
5881 Akashi è un asteroide della fascia principale. Scoperto nel 1992, presenta un'orbita caratterizzata da un semiasse maggiore pari a 2,8524600 UA e da un'eccentricità di 0,0813974, inclinata di 2,69167° rispetto all'eclittica.
L'asteroide è dedicato alla cittadina giapponese di Akashi.